# L'Ami de personne
L'Ami de personne est une œuvre du sculpteur suédois Erik Dietman située à Paris, en France. Créée en 1992 et installée en 1999 dans les jardins des Tuileries, il s'agit d'une sculpture en bronze.

## Description
L'œuvre prend la forme d'une sculpture en bronze représentant une forme vaguement humanoïde. Elle semble fixer une chaise vide (ressemblant aux chaises en libre accès dans le jardin des Tuileries), disposée face à la sculpture ; cette chaise est en acier galvanisé et fixée au sol.

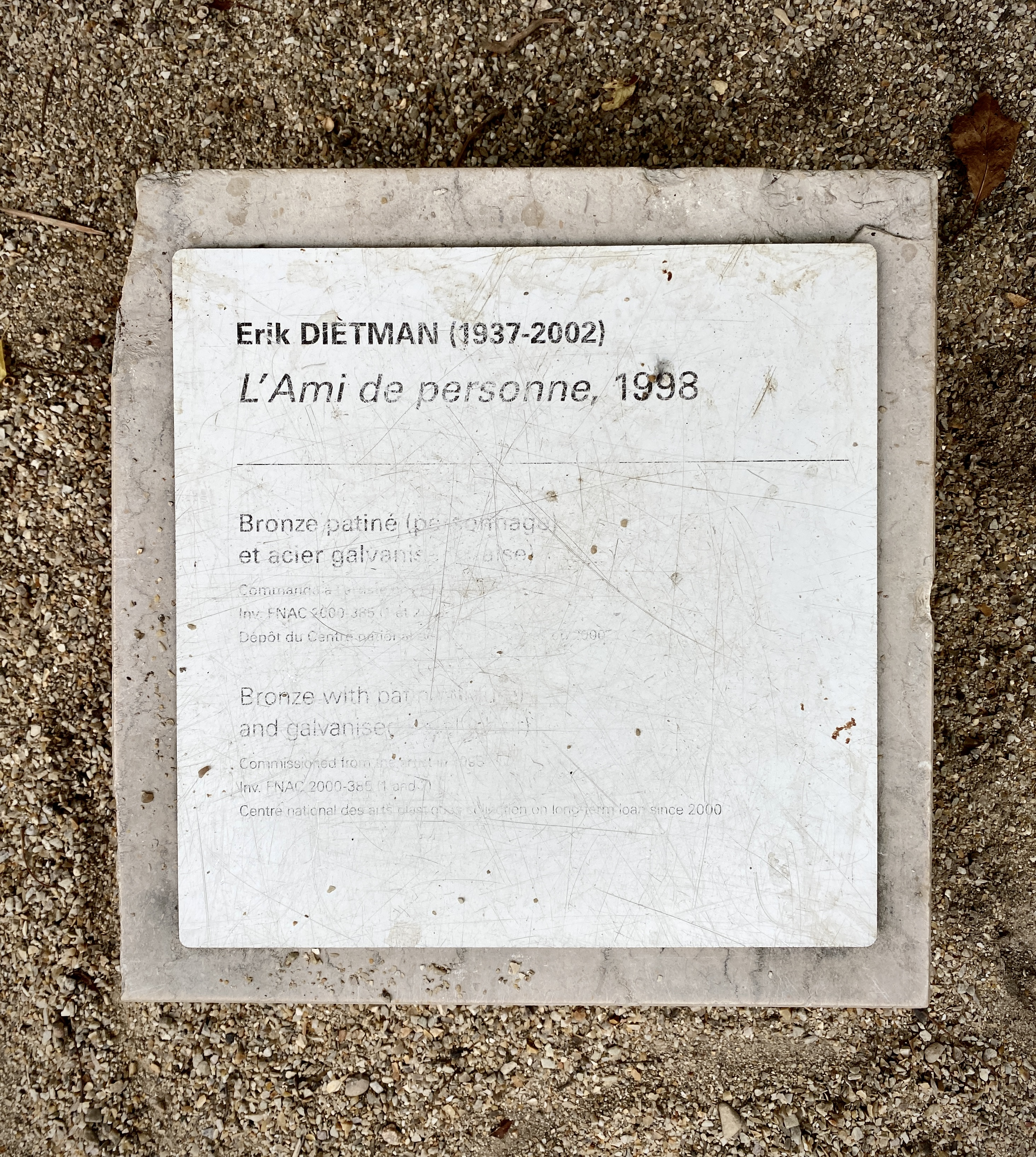

## Localisation
L'œuvre est installée dans un bosquet du jardin des Tuileries.

## Historique
L'Ami de personne est une œuvre d'Erik Dietman et date de 1992. Commande publique de l'État français, elle est réalisée en 1999 et installée dans les jardins des Tuileries.

## Artiste
Erik Dietman (1937-2002) est un peintre et sculpteur suédois.